# قرار مجلس الأمن التابع للأمم المتحدة رقم 1803
قرار مجلس الأمن التابع للأمم المتحدة رقم 1803، المتخذ في 3 مارس 2008. طالب مجلس الأمن، بموجب المادة 41 من الفصل السابع من ميثاق الأمم المتحدة، إيران بالتوقف والامتناع عن أي وكل تخصيب لليورانيوم. كما طالب إيران بوقف أي بحث أو تطوير يتعلق بأجهزة الطرد المركزي وتخصيب اليورانيوم.

## النهاية
تم إنهاء أحكام القرار 1803 بموجب قرار مجلس الأمن التابع للأمم المتحدة رقم 2231 الذي يسري اعتبارًا من يوم تنفيذ خطة العمل الشاملة المشتركة، 16 يناير 2016.

## روابط خارجية
- نص القرار في undocs.org